# Ригатони
Ригатони су врста тестенина у облику цеви различитих дужина и пречника пореклом из Италије.   Они су већи од пене и зити, понекад благо заобљена, али не као закривљена као лакат макарони. Ригатони карактеристично имају гребене формиране у дужину, понекад спирално окружујући цев, а за разлику од пене, крајеви ригатонија су уместо дијагонално засечени квадратно (окомито ) на зидове цеви.
Реч Ригатони потиче од италијанске речи rigato (ригатоне је аугментатив, а ригатони множина), што значи "гребенаст" или "оивичен", а повезан је са кухињом јужне и централне Италије.  Ригатонцини су мања верзија, близу величине пенеа. Њихово име преузима деминутивни суфикс -ино (плурализед -ини) који означава њихову релативну величину.
Ригатони је посебно омиљен облик тестенине на југу Италије, посебно на Сицилији. Његови истоимени гребени чине боље лепљиве површине за сосове и нарибани сир од глатких тестенина попут зитија. 